# Джерро, Эл
Эл Джерро́ (англ. Al Jarreau, настоящее имя Элвин Лопес Джерро, англ. Alwin Lopez Jarreau; 12 марта 1940, Милуоки — 12 февраля 2017, Лос-Анджелес) — американский джазовый и эстрадный певец. Семикратный лауреат премии «Грэмми», удостоен наград в 3 различных категориях: джаз, поп-музыка и ритм-н-блюз. Особенности исполнительского стиля Джерро заключаются в талантливых импровизациях, звуковых имитациях и экспериментах в жанре мейнстрим-фьюжн. Джерро использовал разнообразные тембровые эффекты и приёмы интонирования (крик, плач, стон, смех, парландо и так далее), юмористические трюки, а также скэт, благодаря чему внёс большой вклад в популяризацию «инструментального пения». По отзывам прессы, «харизматичный Джерро умеет петь на тысячу голосов». В марте 2001 года получил звезду на легендарной «Аллее славы» в Голливуде.

## Биография

### Детство и юность

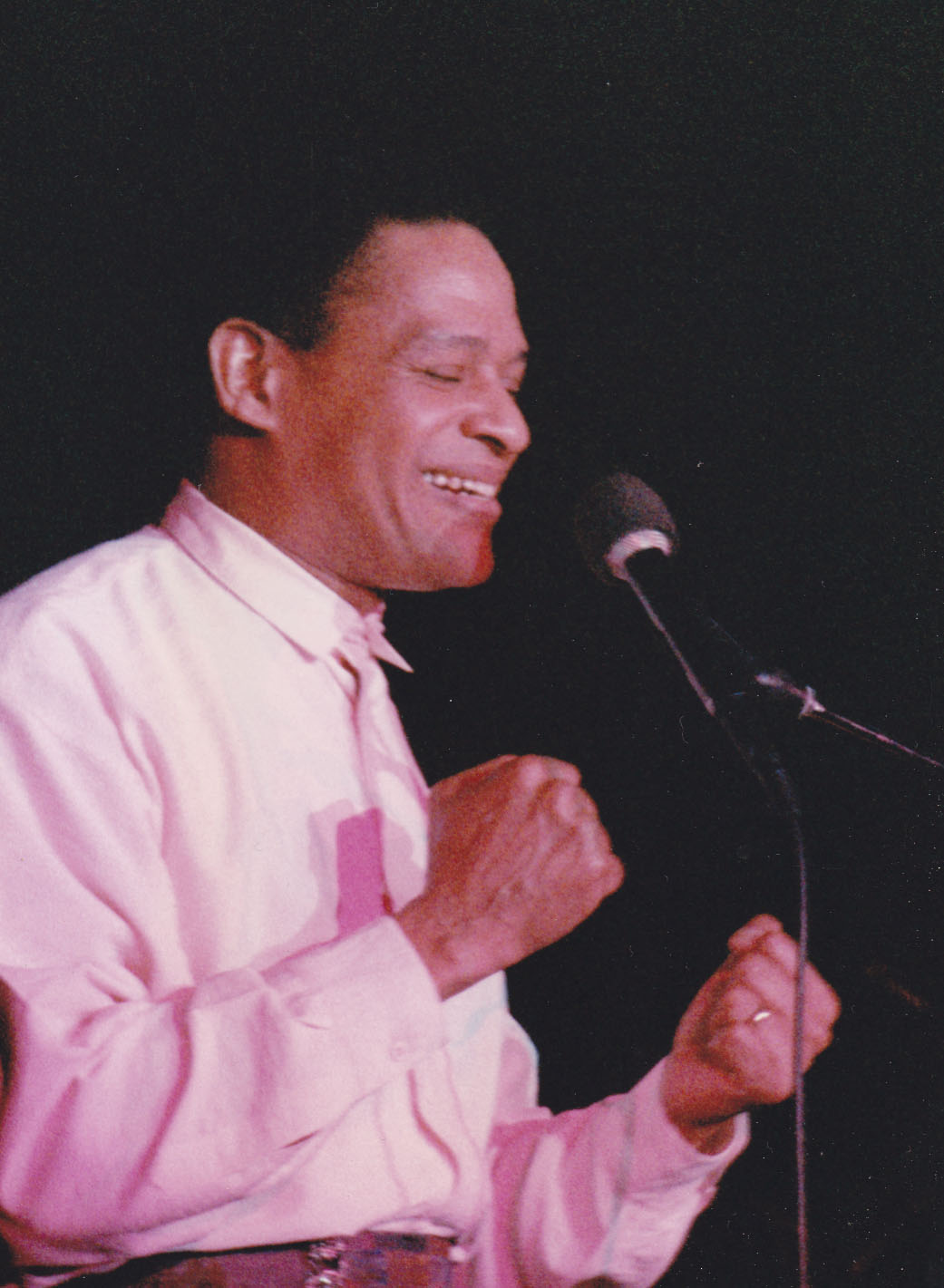
На джазовом фестивале в Монтре (1986)

Эл Джерро родился в 1940 году, в городе Милуоки, штат Висконсин, во франко-креольской семье. Отец служил священником в местной церкви адвентистов седьмого дня, мать работала пианисткой в том же приходе, и с самого детства Эл со своими пятью братьями принимали участие в церковных песнопениях.
В 1958 году после окончания средней школы Линкольна поступил в колледж Рипон для изучения психологии. В период учёбы занимался спортом и музыкой, в частности, был задействован в джазовом квартете The Indigos. После окончания колледжа продолжил обучение в Айовском университете, затем работал консультантом по реабилитации в Сан-Франциско. Там же произошло его знакомство с Джорджем Дюком, с которым они вместе создали джазовое трио.
В 1967 году Эл Джерро и гитарист Хулио Мартинес образовали дуэт и стали выступать в клубе Gatsby’s в городе Сосалито, а затем в Лос-Анджелесе. Мини-коллектив привлёк к себе внимание, и тогда же Джерро решил сделать музыку своим основным занятием.

### Творческий путь
С 1968 года, совместно с Мартинесом, Джерро пел в таких ночных клубах Лос-Анджелеса, как Dino’s, The Troubadour, Bitter End West и The Improv перед выступлениями Бетт Мидлер, Джимми Уокера, Джона Белуши и других. Популярность Джерро возрастала и благодаря обратившим на него внимание журналистам и артистам вроде Джонни Карсона, Мерва Гриффина и Дэвида Фроста. В этот же период Джерро увлёкся саентологией (однако позднее отказался от изучения данной теории) и начал писать песни, в которых находила отражение его христианская духовность.
Дебютный альбом Джерро был выпущен, когда музыканту было уже 35 лет. Пластинка We Got By была записана в соавторстве с пианистом Томом Каннингом на студии Warner Bros. Records и получила высокую оценку критиков. В Германии альбом удостоился «Грэмми» в номинации «Лучший новый иностранный сольный исполнитель».
После записи в 1976 году своего второго диска Glow Джерро отправился в мировое турне, в результате чего выпустил двойной концертный альбом Look to the Rainbow (1977), благодаря которому в полной мере продемонстрировал талант импровизатора. Одним из самых коммерчески успешных альбомов Эла Джерро стала следующая пластинка Breakin’ Away (1981), принёсшая музыканту две награды Американской академии звукозаписи «Грэмми».
На протяжении 1980-х Джерро часто принимал участие в записи саундтреков к фильмам, его песни звучат, в частности, в таких картинах, как «Ночная смена» (1982), «Брейк-данс» (1984), «Из Африки» (1985) и «Делай как надо!» (1989), а также в телевизионном шоу «Детективное агентство „Лунный свет“» (получившие одобрение критиков песни «Moonlighting» и «Since I Fell for You»).

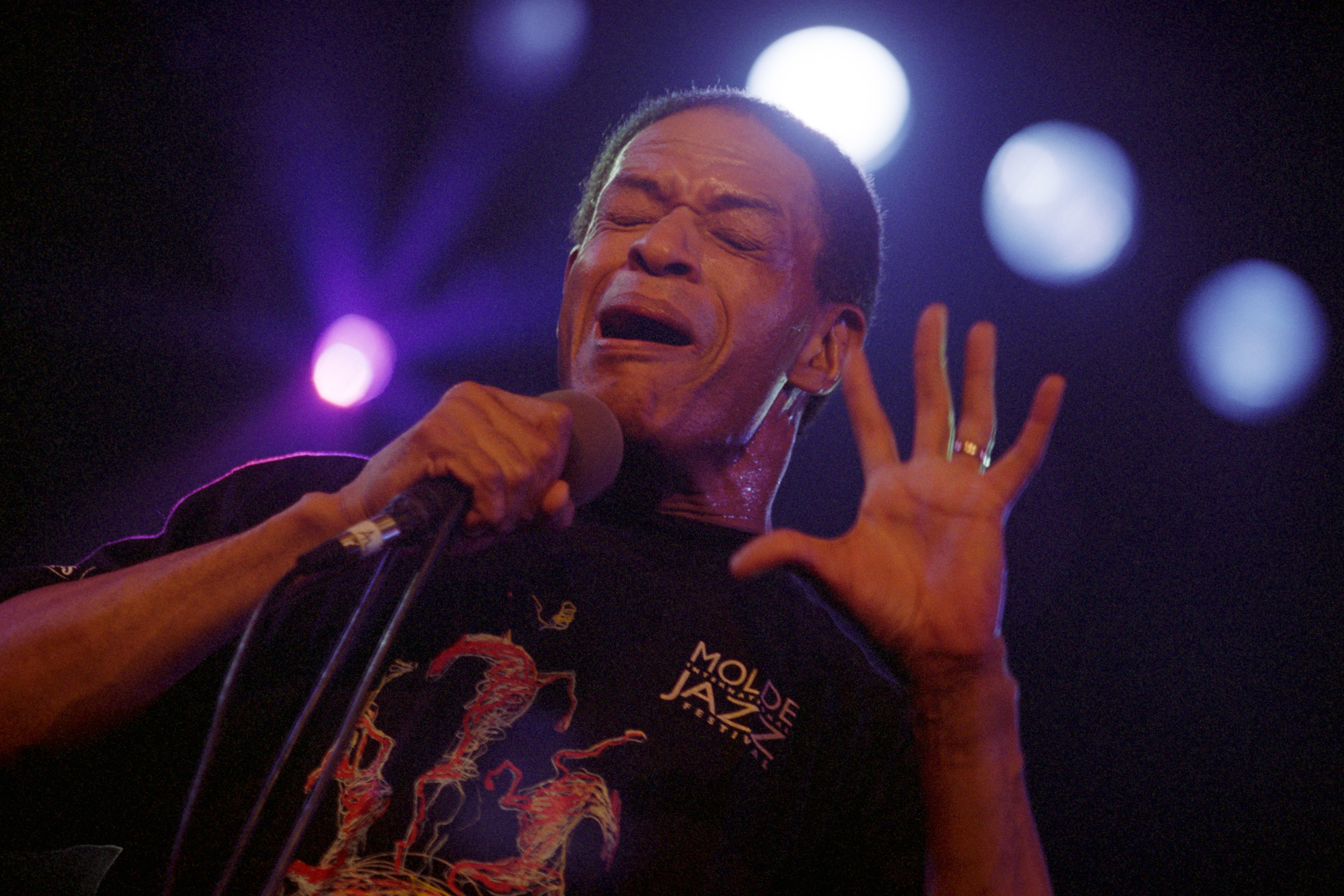
На международном джазовом фестивале в Молде (1996)

1980-е были значимым периодом для Джерро ещё и потому, что в это время он начал активно сотрудничать с различными известными музыкантами, среди которых были Чик Кориа, Джо Сэмпл, Дэвид Сэнборн, Майлс Дейвис, Рик Брон и Джордж Бенсон. Одной из самых масштабных совместных работ стал благотворительный проект «We Are the World» — песня, спродюсированная Куинси Джонсом, в записи которой принимали участие около 70 музыкантов, включая Джерро.
После выпуска своего десятого альбома Heaven and Earth в 1992 году музыкант сделал перерыв в студийной работе и стал много времени посвящать выступлениям на концертных площадках и участию в фестивалях. В 1996 году сыграл одну из ролей в бродвейском мюзикле «Бриолин».
В 2000 году Джерро вновь вернулся в студию, чтобы записать пластинку Tomorrow Today, а через год музыкант удостоился собственной звезды на «Аллее славы» в Голливуде. В течение нескольких лет Эл Джерро активно занимался шоу-бизнесом, принимал участие в музыкальных шоу — в том числе спел дуэтом с финалисткой American Idol Пэрис Беннетт, а также выступил с Чичем Марином в проекте Celebrity Duets.
Эл Джерро несколько раз приезжал в Россию, принимал участие в фестивале Parliament Jazz Festival (Москва, 2003), сотрудничал с российскими музыкантами Игорем Бутманом и Ларисой Долиной.

### Личная жизнь
Эл Джерро был дважды женат, с 1964 по 1968 состоял в браке с актрисой Филлис Холл; в 1977 женился на модели Сюзан Плеер, с которой у них позднее родился сын Райан.
В 2009 году детская писательница Кармен Рубин издала рассказ под названием «Ashti Meets Birdman Al», поводом к созданию которого послужила музыка Эла Джерро. Помимо этого, Кармен совместно с Джерро активно занималась популяризацией детской литературы и поддержанием интереса к музыке у детей. Также Эл Джерро был задействован в программе Verizon, направленной на ликвидацию безграмотности среди американского населения; музыкант оказывал содействие организации, помогал в приобретении книг, компьютеров и обучении волонтёров.
23 июля 2010 года незадолго до планируемого концерта во французском городе Барселоннет поступило сообщение о том, что Джерро был помещён в больницу из-за серьёзных проблем с дыханием и аритмии, впоследствии проходил интенсивную терапию и восстановил здоровье. Однако в 2012 году из-за поставленного диагноза пневмония певец вновь был вынужден отложить намечаемые выступления во Франции.
Скончался 12 февраля 2017 года около 6.00 утра в больнице Лос-Анджелеса в кругу семьи.

## Премии Американской академии звукозаписи «Грэмми»
| Год  | Номинированная работа                               | Категория                                                                            | Результат |
| ---- | --------------------------------------------------- | ------------------------------------------------------------------------------------ | --------- |
| 1978 | Look to the Rainbow                                 | Лучший вокальный джазовый альбом                                                     | Победа    |
| 1979 | All Fly Home                                        | Лучший вокальный джазовый альбом                                                     | Победа    |
| 1981 | In Harmony                                          | Лучший альбом для детей                                                              | Победа    |
| 1981 | Never Givin’ Up                                     | Лучшее мужское вокальное R&B-исполнение                                              | Номинация |
| 1982 | Breakin’ Away                                       | Лучшее мужское вокальное поп-исполнение                                              | Победа    |
| 1982 | Blue Rondo à la Turk                                | Лучшее мужское джазовое исполнение                                                   | Победа    |
| 1982 | Breakin’ Away                                       | Альбом года                                                                          | Номинация |
| 1984 | Step by Step                                        | Лучшая инструментальная аранжировка в сопровождении вокалиста                        | Номинация |
| 1985 | Edgartown Groove (совместно с Кашифом)              | Лучшее вокальное R&B-исполнение дуэтом или группой                                   | Номинация |
| 1986 | High Crime                                          | Лучшее мужское вокальное R&B-исполнение                                              | Номинация |
| 1987 | Since I Fell for You                                | Лучшее мужское вокальное R&B-исполнение                                              | Номинация |
| 1988 | Moonlighting                                        | Лучшее мужское вокальное поп-исполнение                                              | Номинация |
| 1988 | Moonlighting                                        | Лучшая песня, написанная для кино, телевидения или другого визуального представления | Номинация |
| 1990 | Heart’s Horizon                                     | Лучшее мужское вокальное R&B-исполнение                                              | Номинация |
| 1993 | Heaven and Earth                                    | Лучшее мужское вокальное R&B-исполнение                                              | Победа    |
| 1995 | Wait for the Magic                                  | Лучшее мужское вокальное R&B-исполнение                                              | Номинация |
| 2005 | Accentuate the Positive                             | Лучший вокальный джаз-альбом                                                         | Номинация |
| 2007 | God Bless the Child (совместно с Джорджем Бенсоном) | Лучшее вокальное исполнение традиционного R&B                                        | Победа    |
| 2007 | Breezin' (совместно с Джорджем Бенсоном)            | Лучшее вокальное R&B-исполнение дуэтом или группой                                   | Номинация |

## Дискография

### Студийные альбомы
| Год                                                                 | Альбом                  | Высшие позиции в чартах | Высшие позиции в чартах | Высшие позиции в чартах | Высшие позиции в чартах | Лейбл         |
| Год                                                                 | Альбом                  | США                     | США R&B                 | США Джаз                | Великобритания          | Лейбл         |
| ------------------------------------------------------------------- | ----------------------- | ----------------------- | ----------------------- | ----------------------- | ----------------------- | ------------- |
| 1975                                                                | We Got By               | 209                     | —                       | —                       | —                       | Reprise       |
| 1976                                                                | Glow                    | 132                     | 30                      | 9                       | —                       | Reprise       |
| 1978                                                                | All Fly Home            | 78                      | 27                      | 2                       | —                       | Warner Bros.  |
| 1980                                                                | This Time               | 27                      | 6                       | 1                       | —                       | Warner Bros.  |
| 1981                                                                | Breakin’ Away           | 9                       | 1                       | 1                       | 60                      | Warner Bros.  |
| 1983                                                                | Jarreau                 | 13                      | 4                       | 1                       | 39                      | Warner Bros.  |
| 1984                                                                | High Crime              | 49                      | 12                      | 2                       | 81                      | Warner Bros.  |
| 1986                                                                | L Is for Lover          | 81                      | 30                      | 9                       | 45                      | Warner Bros.  |
| 1988                                                                | Heart’s Horizon         | 75                      | 10                      | 1                       | —                       | Warner Bros.  |
| 1992                                                                | Heaven and Earth        | 105                     | 30                      | 2                       | —                       | Warner Bros.  |
| 2000                                                                | Tomorrow Today          | 137                     | 43                      | 1                       | —                       | GRP           |
| 2002                                                                | All I Got               | 137                     | 43                      | 3                       | —                       | GRP           |
| 2004                                                                | Accentuate the Positive | —                       | —                       | —                       | —                       | GRP           |
| 2006                                                                | Givin’ It Up            | 58                      | 14                      | 1                       | —                       | Concord       |
| 2008                                                                | Christmas               | —                       | —                       | —                       | —                       | Rhino Records |
| «—» альбом не попал в чарты или не был выпущен на территории страны |                         |                         |                         |                         |                         |               |

### Концертные альбомы
| Год                                                                 | Альбом              | Высшие позиции в чартах | Высшие позиции в чартах | Высшие позиции в чартах | Высшие позиции в чартах | Лейбл        |
| Год                                                                 | Альбом              | США                     | США R&B                 | США Джаз                | Великобритания          | Лейбл        |
| ------------------------------------------------------------------- | ------------------- | ----------------------- | ----------------------- | ----------------------- | ----------------------- | ------------ |
| 1977                                                                | Look to the Rainbow | 49                      | 19                      | 5                       | —                       | Warner Bros. |
| 1985                                                                | In London           | 125                     | 55                      | 10                      | —                       | Warner Bros. |
| 1994                                                                | Tenderness          | 114                     | 25                      | 2                       | —                       | Warner Bros. |
| «—» альбом не попал в чарты или не был выпущен на территории страны |                     |                         |                         |                         |                         |              |

### Синглы
| 1976                       | «Rainbow in Your Eyes»        | —  | 92 | —  | —  |
| 1977                       | «Take Five»                   | —  | 91 | —  | —  |
| 1978                       | «Thinkin’ About It Too»       | —  | 55 | —  | —  |
| 1980                       | «Distracted»                  | —  | 61 | —  | —  |
| 1980                       | «Gimme What You Got»          | —  | 63 | —  | —  |
| 1980                       | «Never Givin’ Up»             | —  | 26 | —  | —  |
| 1981                       | «We’re in This Love Together» | 15 | 6  | —  | 55 |
| 1982                       | «Breakin’ Away»               | 43 | 25 | —  | —  |
| 1982                       | «Teach Me Tonight»            | 70 | 51 | —  | —  |
| 1982                       | «Your Precious Love»          | —  | 16 | —  | —  |
| 1982                       | «Roof Garden»                 | —  | —  | —  | —  |
| 1983                       | «Boogie Down»                 | 77 | 9  | —  | 63 |
| 1983                       | «Mornin’»                     | 21 | 6  | —  | 28 |
| 1983                       | «Trouble in Paradise»         | 63 | 6  | —  | 36 |
| 1984                       | «After All»                   | 69 | 26 | —  | —  |
| 1985                       | «Raging Waters»               | —  | 42 | —  | —  |
| 1986                       | «L Is for Lover»              | —  | 42 | —  | —  |
| 1986                       | «Tell Me What I Gotta Do»     | —  | 37 | —  | —  |
| 1986                       | «The Music of Goodbye»        | —  | —  | 16 | —  |
| 1987                       | «Moonlighting»                | 23 | 32 | 1  | 8  |
| 1988                       | «So Good»                     | —  | 2  | —  | —  |
| 1989                       | «All of My Love»              | —  | 69 | —  | —  |
| 1989                       | «All or Nothing at All»       | —  | 59 | —  | —  |
| 1992                       | «Blue Angel»                  | —  | 74 | —  | —  |
| 1992                       | «It’s Not Hard to Love You»   | —  | 36 | —  | —  |
| 2001                       | «In My Music»                 | —  | —  | —  | —  |
| «—» сингл не попал в чарты |                               |    |    |    |    |